# Осии, Мамору
Мамору Осии (яп. 押井 守 Осии Мамору, родился 8 августа 1951 года) — японский кинорежиссёр, сценарист, снимавший в основном анимационные фильмы в жанре научной фантастики. Широкую известность ему принесло полнометражное аниме «Призрак в доспехах», оказавшее большое влияние на жанр киберпанк. Осии также существенно развил франшизу «Полиция будущего», снял авангардный мультфильм «Яйцо ангела» и игровой НФ-фильм «Авалон».

## Биография
Мамору Осии родился в Токио 8 августа 1951 года. Мамору — младший из трёх детей семейства Осии. В детстве его часто водили в кино — каждые выходные, а иногда и посреди рабочей недели. В школе Мамору увлекался научной фантастикой и планировал стать писателем-фантастом. Он переписывался с известным японским писателем Рю Мицусэ, читал много иностранной фантастики.
В старшей школе Мамору заинтересовался политикой и протестным движением, участвовал в демонстрациях. Позже это увлечение отразилось в его работах, таких как «Полиция будущего: Восстание» и «Оборотни». После школы он поступил в Токийский университет Гакугэй, который закончил в 1976 году.
Сняв несколько короткометражных фильмов, в 1977 году Мамору Осии поступил на работу в анимационную студию Tatsunoko Production. Его дебютом в качестве режиссёра стал фильм Ryu no me no namida (1979). В 1980 он перешёл в студию Studio Pierrot, где продолжил изучать профессию режиссёра под руководством Хисаюки Ториуми. Вместе они работали над аниме-сериалом The Wonderful Adventures of Nils и OVA-сериалом Dallos. Там же Мамору Осии работал над своим первым крупным проектом — Urusei Yatsura — экранизацией манги Румико Такахаси и его первым полнометражным фильмом Urusei Yatsura: Only You. По его словам, с самого начала он чувствовал себя некомфортно в аниме-индустрии, поскольку хотел стать кинорежиссёром. Когда речь шла о работе, ему сказали: «Не болтай лишнего. Делай своё дело».
Первой работой Осии как независимого режиссёра стало OVA Angel’s Egg в 1985 году. Позже он присоединился к команде Headgear, с которой работал над OVA-сериалом «Полиция будущего», одноимённым полнометражным фильмом и его сиквелом. После успеха второго полнометражного фильма Осии пригласили для экранизации манги Масамунэ Сиро «Призрак в доспехах». Появившийся в результате фильм стал одним из самых известных аниме на Западе.
В 2000 году Осии поставил игровой художественный фильм совместного польско-японского производства «Авалон». В 2004 году вышло продолжение «Призрака в доспехах» — полнометражный фильм «Призрак в доспехах: Невинность», при создании которого Осии снова выступил в качестве режиссёра. В том же году фильм был номинирован на Золотую пальмовую ветвь Каннского кинофестиваля. Несмотря на приглашение Тосио Судзуки в качестве продюсера, Осии называл Studio Ghibli Кремлём, а позже — Северной Кореей. Судзуки в ответ характеризовал его честным человеком, достойным восхищения, но как режиссёр он бывает скучным, в чём и заключается проблема.
Впервые за двадцать лет повидавшись со своей дочерью, Осии приступил к созданию полнометражного аниме The Sky Crawlers — экранизации романа Хироси Мори. Анимационный фильм вышел в 2008 году и получил награду Future Film Festival Digital Award на 65-м Венецианском кинофестивале.

## Автор оригинала для анимационного фильма
- 2006 — Tachiguishi Retsuden
- 2000 — Blood: The Last Vampire
- 1999 — Оборотни
- 1990 — Maroko
- 1989 — Gosenzo-sama Banbanzai!
- 1985 — Angel’s Egg

## Режиссёр в анимации
- 2020 — Vladlove
- 2008 — The Sky Crawlers
- 2006 — Рыцари обжорных рядов;
- 2005 — Раскрой свой разум;
- 2004 — Призрак в доспехах: Невинность;
- 1995 — Призрак в доспехах;
- 1993 — Полиция будущего: Восстание (Patlabor 2 the Movie) (фильм второй);
- 1989 — Gosenzo-sama Banbanzai!;
- 1989 — Patlabor (фильм первый);
- 1988 — Mobile Police Patlabor (OVA);
- 1987 — Twilight Q (эпизод № 2);
- 1985 — Яйцо ангела;
- 1985 — Dallos (Фильм);
- 1984 — Urusei Yatsura 2: Beautiful Dreamer;
- 1983 — Dallos (OVA);
- 1983 — Urusei Yatsura 1: Only You;
- 1982 — Ryu no Me no Namida;
- 1981 — Urusei Yatsura [ТВ] [1981-1984];
- 1980 — Nills no Fushigi na Tabi;
- 1979 — Gatchaman Fighter — режиссёр-постановщик;
- 1978 — Science Ninja Team Gatchaman II [ТВ] — режиссёр-постановщик;
- 1977 — Ippatsu Kanta-kun — режиссёр-постановщик;
- 1977 — Yatterman — режиссёр-постановщик.

## Режиссёр в кино
- 2014 — Последний друид: Войны гармов
- 2009 — Assault Girls
- 2003 — .50 Woman четвёртая глава собрания короткометражных фильмов Killers
- 2001 — Авалон
- 1992 — Говорящая голова (Talking Head)
- 1991 — Бродячий Пёс: Бронеотряд Кербер (Stray Dog: Kerberos Panzer Cops, Jigoku no banken: kerubersu)
- 1987 — Красные Очки (The Red Spectacles, Jigoku no banken: akai megane)

## Сценарист в анимации
- 2023 — The Fire Hunter[11]
- 2020 — Vladlove
- 2006 — Рыцари обжорных рядов;
- 2004 — Призрак в доспехах: Невинность;
- 2002 — Миниатюрная полиция будущего;
- 2000 — Оборотни;
- 1989 — Gosenzo-sama Banbanzai!;
- 1987 — Twilight Q (эпизод № 2);
- 1985 — Яйцо ангела;
- 1984 — Urusei Yatsura 2: Beautiful Dreamer;
- 1983 — Dallos (OVA).

## Сценарист в кино
- 2014 — Последний друид: Войны гармов

## Смешанные роли в анимации
- 2004 — Windy Tales — общий контроль;
- 1983 — Urusei Yatsura 1: Only You — раскадровка.